# 植松安太郎
植松 安太郎（うえまつ やすたろう、1916年12月1日 - 1981年5月6日）は、日本の詩人、実業家、部落解放運動家。百合崎 迅の筆名でも知られた。日本アジア・アフリカ作家会議会員、新日本文学会会員、ラテンアメリカ行動委員会会員。季刊『原詩人』誌主宰。元日本共産党員で、部落解放文学賞佳作入選の経歴を持つ。

## 経歴
群馬県邑楽郡大川村（現・大泉町）の被差別部落で貧農の三男として生まれる。長兄の植松丑五郎は関東水平社青年同盟の執行委員として活動した。
1932年に郷里の高等小学校を卒業した後、所沢市の魚屋に5年の年季奉公に出されたが、半年で前借り金70円を踏み倒したまま、兄を追って東京に逃亡する。白水社に入社し、満20歳まで5年間勤務。1936年から1938年頃まで、横浜港の沖仲仕、三菱重工横浜ドックの検査工、塗炭板問屋の店員、女性用帽子店の店員、熱処理計器の販売員などの職を転々とする。
西銀座の鉄鋼業「後藤商店」に勤務した後、1939年、神田小川町に切削工具「八州商会」を創業。1944年に徴兵を受け、横須賀海兵団に入隊。1946年に復員し、郷里で青年運動を展開。所有地を解放し、日本共産党に入党。1955年に日本共産党から離れ、業界紙に記者兼広告募集員として勤務。
1957年、富士紡代理店に入社し、管理部に勤務。1969年、親和通商KKと株式会社五十鈴製作所を創業し、社長に就任。1971年、株式会社五十鈴（郊外ホテル・いすゞ）社長となるも、1972年、親和通商と五十鈴製作所を廃社。ホテル経営のみを長男に委ね、文筆業一本となる。1972年6月23日には、地元の被差別部落出身者による交通事故の第6回公判で特別弁護人に選任され、この交通事故は部落差別のために起きたと主張した（この事件を「本庄自衛隊差別事件」と呼ぶ向きもある）。
1974年、指名手配を受けて逃走中の滝田修を匿い、犯人隠匿罪での公訴時効が成立した後、『週刊サンケイ』1979年4月19日号に「私は過激派教組滝田修をかくまってきた」と題する手記を百合崎迅名義で発表、このことを明らかにした。
1977年4月2日、部落解放同盟埼玉県連合会深谷市協に加盟。その後、1977年4月、同市協の幹部3名による公金横領を統制違反として部落解放同盟埼玉県連合会に告発するも、被告発者3名が県連大会で執行委員に指名推選されたため逆に告発者側が窮地に追い込まれ、部落解放同盟から除名処分を受けた（のち、部落解放同盟の腐敗は植松の発表以上のものであることが明らかとなる）。その後、1977年10月8日、被告発者3名は植松以外の部落解放同盟員5名により、公金横領容疑で埼玉県警察深谷警察署に刑事告発されている。

## 著書
- 『人間山河: 詩集』（東京出版センター、1968年）
- 『激流に抗す: 詩とエッセイ集』（東京出版センター、1971年）
- 『わが道に荊はみつれど』（新日本文学会出版部、1976年）
- 『人間解放をめざして』（創樹社、1977年）
- 『詩を愛するわかものへ: 植松安太郎詩集』（原詩人叢書刊行委員会、1979年）
- 『たったひとつの命の唄: 植松安太郎詩集』（創樹社、1985年）